# Tears (bài hát của Clean Bandit)
"Tears" là một bài hát của nhóm nhạc điện tử Anh Quốc Clean Bandit, hợp tác với ca sĩ người Anh Louisa Johnson. Nó được phát hành ngày 27 tháng 5 năm 2016. Clean Bandit và Johnson biểu diễn bài hát với 5 After Midnight trong đêm chung kết chương trình The X Factor vào ngày 10 tháng 12 năm 2016.

## Danh sách bài hát
- Tải kỹ thuật số

1. "Tears" (hợp tác với Louisa Johnson) – 3:46

- Tải kỹ thuật số[1]

1. "Tears" (hợp tác với Louisa Johnson) (Wideboys Remix) – 4:46

- Tải kỹ thuật số[2]

1. "Tears" (hợp tác với Louisa Johnson) (Cedric Gervais Remix) – 6:03

- Tải kỹ thuật số[3]

1. "Tears" (Acoustic Piano Version) (Instrumental) – 4:01

- Tải kỹ thuật số[4]

1. "Tears" (hợp tác với Louisa Johnson) (Acoustic Piano Version) – 3:43

- Tải kỹ thuật số[5]

1. "Tears" (hợp tác với Louisa Johnson) (99 Souls Remix) – 3:38

Các phiên bản khác
- Wideboys Dub – 4:58
- Wideboys Radio Edit – 3:14

## Xếp hạng
| Bảng xếp hạng (2016)                            | Vị trí xếp hạng cao nhất |
| ----------------------------------------------- | ------------------------ |
| Argentina (Monitor Latino)                      | 12                       |
| Bỉ (Ultratip Flanders)                          | 24                       |
| Bỉ (Ultratip Wallonia)                          | 32                       |
| Bỉ Dance (Ultratop Flanders)                    | 19                       |
| Bỉ Dance (Ultratop Wallonia)                    | 38                       |
| Cộng hòa Séc (Rádio Top 100)                    | 20                       |
| Cộng hòa Séc (Singles Digitál Top 100)          | 74                       |
| Trường songid là BẮT BUỘC CHO BẢNG XẾP HẠNG ĐỨC | 95                       |
| Hungary (Dance Top 40)                          | 11                       |
| Hungary (Rádiós Top 40)                         | 21                       |
| Hungary (Single Top 40)                         | 11                       |
| Ireland (IRMA)                                  | 21                       |
| Israel (Media Forest)                           | 1                        |
| Latvia (Latvijas Top 40)                        | 6                        |
| Hà Lan (Dutch Top 40)                           | 26                       |
| Hà Lan (Single Top 100)                         | 36                       |
| Mexico Ingles Airplay (Billboard)               | 3                        |
| New Zealand Heatseekers (Recorded Music NZ)     | 10                       |
| Ba Lan (Polish Airplay Top 100)                 | 45                       |
| Romania (Airplay 100)                           | 37                       |
| Scotland (OCC)                                  | 3                        |
| Slovakia (Singles Digitál Top 100)              | 68                       |
| Thụy Điển (Sverigetopplistan)                   | 45                       |
| Anh Quốc Dance (OCC)                            | 3                        |
| Anh Quốc (OCC)                                  | 5                        |
| Hoa Kỳ Hot Dance/Electronic Songs (Billboard)   | 17                       |

## Chứng nhận
| Quốc gia                                                    | Chứng nhận | Số đơn vị/doanh số chứng nhận |
| ----------------------------------------------------------- | ---------- | ----------------------------- |
| Anh Quốc (BPI)                                              | Bạch kim   | 669,646                       |
| ‡ Chứng nhận dựa theo doanh số tiêu thụ và phát trực tuyến. |            |                               |